# Bataille de Senlis
Première Guerre mondiale
Batailles
Front d'Europe de l’Ouest
- Liège (8-1914)
- Namur (8-1914)
- Frontières (8-1914)
- Anvers (9-1914)
- Grande Retraite (9-1914)
- Marne (9-1914)
- Course à la mer (9-1914)
- Yser (10-1914)
- Messines (10-1914)
- Ypres (10-1914)
- Givenchy (12-1914)
- 1re Champagne (12-1914)
- Hartmannswillerkopf (1-1915)
- Neuve-Chapelle (3-1915)
- 2e Ypres (4-1915)
- Colline 60 (4-1915)
- Artois (5-1915)
- Festubert (5-1915)
- Quennevières (6-1915)
- Linge (7-1915)
- 2e Artois (9-1915)
- 2e Champagne (9-1915)
- Loos (9-1915)
- Verdun (2-1916)
- Redoute Hohenzollern (3-1916)
- Hulluch (4-1916)
- 1re Somme (7-1916)
- Fromelles (7-1916)
- Arras (4-1917)
- Vimy (4-1917)
- Chemin des Dames (4-1917)
- 3e Champagne (4-1917)
- 2e Messines (6-1917)
- Passchendaele (7-1917)
- Cote 70 (8-1917)
- 2e Verdun (8-1917)
- Malmaison (10-1917)
- Cambrai (11-1917)
- Bombardements de Paris (1-1918)
- Offensive du Printemps (3-1918)
- Lys (4-1918)
- Aisne (5-1918)
- Bois Belleau (6-1918)
- 2e Marne (7-1918)
- 4e Champagne (7-1918)
- Château-Thierry (7-1918)
- Le Hamel (7-1918)
- Amiens (8-1918)
- Cent-Jours (8-1918)
- 2e Somme (9-1918)
- Bataille de la ligne Hindenburg
- Meuse-Argonne (10-1918)
- Cambrai (10-1918)

Front italien
Front d'Europe de l’Est
Front des Balkans
Front du Moyen-Orient
Front africain
Bataille de l'Atlantique
La bataille de Senlis, dans l'Oise, qui eut lieu le 2 septembre 1914, est une bataille charnière entre la Grande Retraite et la première bataille de la Marne. La bataille de Senlis est aujourd'hui connue par l'ampleur des crimes de guerre qui furent commis pendant les combats contre les populations civiles françaises. 

## Préambule
Lors de la bataille des Frontières, les troupes allemandes bousculent et désorganisent les troupes franco-anglaises qui sont contraintes de reculer. La Grande Retraite commence. Les troupes allemandes qui poursuivent les troupes alliées arrivent aux abords de Paris. Le 31 août, les Allemands sont à Roye et Noyon. Le 1er septembre, après avoir bousculé les forces anglaises à Compiègne, ils sont aux portes de Senlis et occupent Pont-Sainte-Maxence, Verberie, Béthisy, et Crépy en Valois. La 56e division d'infanterie française, en position aux alentours de Senlis, est menacée d’encerclement. Elle se replie alors sur Pontarmé-Mortefontaine, laissant la défense de Senlis à la seule 112e brigade (361e régiment d'infanterie) positionnée sur une ligne allant du village de Chamant à celui de Mont-l’Évêque.

## La bataille
Le 2 septembre au matin, un combat d’artillerie a lieu entre les batteries françaises, placées sur les hauteurs au nord-est de Senlis, et les batteries du IVe corps allemand positionnées sur les hauteurs de Montépilloy, évacuées par les troupes anglaises.
En fin de matinée, sous le feu allemand, une partie de la 112e brigade se replie sur une ligne de défense comprenant deux lignes de tranchées située au sud de Senlis de part et d’autre de la Route nationale, un peu au sud de l'hôpital.
En fin d’après-midi les dernières troupes françaises, qui ont repoussé plusieurs assauts, quittent Senlis en combattant suivies de près par l’avant-garde allemande. Celle-ci est accueillie par un feu nourri du 350e régiment d'infanterie qui tient les tranchées au sud de l'hôpital et est obligée de se retirer précipitamment. 
Les Allemands surpris par la ténacité des défenses, prennent des otages dont le maire.
Après avoir réuni plusieurs bataillons, les allemands sortent de Senlis, poussant devant eux un groupe d’otages civils français. Plusieurs otages ayant été touchés, les troupes françaises cessent alors de tirer, avant qu’un combat acharné commence. Les Français résistent pourtant, et repoussent l’assaut tout en amorçant un mouvement de repli, faute de munitions. Toutefois ce sont les Allemands qui sont obligés de reculer dans la ville après une contre-attaque du 350e régiment d'infanterie laissé en couverture. 
Le 350e régiment d'infanterie, ayant accompli sa mission de couverture, se retire du front Senlis-Borest et s’installe dans la région de Dammartin-en-Goële.
Le 2 septembre au soir, Senlis est controlée par l’armée Allemande. La ville, déjà incendiée par les combats, est pillée.
|  |  |  |

## Les crimes de guerre

### Les boucliers humains
Les boucliers de la Nationale 17
Messieurs Minouflet, Léon Audibert (chaudronnier), Georges Leymarie (19 ans, mécanicien dentiste), Jules Levasseur (22 ans, manouvrier) furent pris comme otages.
Les Allemands, arrivés à la limite de la ville, donnèrent l’ordre aux 4 otages de prendre le « pas de gymnastique » jusqu'à l'hôpital au milieu de la route. 

Georges Leymarie tomba mortellement frappé par une balle française dans l’aine, et Monsieur Minouflet reçut une balle française dans le genou.
Jules Levasseur aidé de Monsieur Minouflet, blessé, tirèrent le cadavre de Georges Leymarie afin qu’il ne soit pas piétiné sur la route par les troupes ennemies. Jules Levasseur, atteint d’une balle française, expira près du corps de Georges Leymarie. Léon Audibert s’était couché sur le trottoir pour échapper aux balles.
Le combat cessa au bout d'une demi-heure. Un officier allemand s’avança et tira dans l’épaule de Léon Audibert, qui ne poussa pas une plainte. L'officier le croyant mort, se dirigea sur Monsieur Minouflet et lui tira un coup de revolver à bout portant, également dans l’épaule, puis s'en alla froidement.
Les boucliers humains de l’hôpital
Messieurs V. Painchaux (rentier), Maurice (employé de la Sous-Préfecture), Dupuy (caissier), Chastaing (membre de la Croix Rouge), Mesdames Painchaux (femme de Monsieur V. Painchaux), la concierge de Saint-Vincent avec sa petite fille âgée de 5 ans furent également pris comme otages après les précédents.
Un officier allemand déclara à ce groupe de sept personnes qu'on ne les fusillerait pas, mais que ce seraient les Français qui s’en chargeraient. Il fit aligner les otages sur un rang et leur ordonna de marcher devant sa troupe.

Les Allemands, arrivés à la limite de la ville, se trouvèrent exposés au feu français. Ils rasèrent les maisons tout en ordonnant aux otages de garder le milieu de la chaussée et de continuer d'avancer. Après 400 mètres à découvert, la petite fille, qui était légèrement blessée à la jambe, trouva refuge à l’hôpital.

Les soldats français s’apercevant que les Allemands s'étaient fait précéder des habitants, arrêtèrent le feu. Les 5 autres otages marchèrent alors sur l'accotement à l'abri des peupliers. Monsieur Painchaux fut atteint dans les reins par une balle allemande mais réussit comme les autres otages à gagner les lignes françaises où il fut soigné.

### Les incendies volontaires
Plus d’une centaine de maisons ont été incendiées volontairement par les Allemands, en particulier après les durs combats autour de l’hôpital, ensevelissant sous leur maison incendiée Jules Barblu, 52 ans, charretier, et Mme Barblu, née Louise Maquin, 46 ans.

### Les exécutions sommaires
Après s’être servi de civils comme bouclier humain, le 2 septembre, les Allemands exécutèrent 7 otages prétendant que des civils avaient tiré sur leurs troupes :
- Romuald-Emile Aubert, 52 ans, ouvrier mégissier.
- Jean-Stanislas Barbier, 66 ans, charretier
- Arthur-Lucien Cottereau, 17 ans, plongeur.
- Pierre Dewert, 45 ans, chauffeur.
- Gabriel Mégret, 52 ans, exploitant d’un établissement de bains, est fusillé sans motif et sans jugement dans l'escalier de sa maison rue Vieille-de-Paris, en du Petit Quartier de cavalerie.
- Eugène Odent, 59 ans, maire de Senlis
- Jean-Baptiste Pommier, 67 ans, mitron.
- Arthur Rigault, 61 ans, tailleur de pierres
- Louis Simon, 36 ans, cafetier, est fusillé sans motif et sans jugement contre le mur en face de son débit situé place Saint-Martin, à l'angle des rues de la République et Vieille-de-Paris.

## Suite et conséquences
Les forces françaises, inférieures en nombre et en matériel, ont démontré leur ténacité. Sur le plan militaire, l’armée française reflue toujours en bon ordre mais n’arrive pas à endiguer le flot de l’invasion de l’armée allemande, qui poursuit inlassablement sa route vers Paris.